# TT216
| F35 | f · r | Y1 · t · p |

| F35 | f · r | Y1 · t · p |

La tomba di Neferhotep II, identificata con la sigla TT216 (Theban Tomb 216) è una delle Tombe dei Nobili ubicate nell'area della cosiddetta Necropoli Tebana, sulla sponda occidentale del Nilo dinanzi alla città di Luxor, in Egitto. Destinata a sepolture di nobili e funzionari connessi alle case regnanti, specie del Nuovo Regno, l'area venne sfruttata, come necropoli, fin dall'Antico Regno e, successivamente, sino al periodo Saitico (con la XXVI dinastia) e Tolemaico.
La tomba di Neferhotep II è tra le più grandi della necropoli di Deir el-Medina e gode di una preminente posizione che sovrasta la valle, indizi dell'importanza del suo proprietario.

## Titolare
TT216 era la tomba di:
| Titolare   | Titolo                              | Necropoli      | Dinastia/Periodo         | Note                                                                 |
| ---------- | ----------------------------------- | -------------- | ------------------------ | -------------------------------------------------------------------- |
| Neferhotep | Capo operaio nel Luogo della verità | Deir el-Medina | XIX dinastia (Ramses II) | nella fila superiore delle tombe; a nord della TT6 e a sud della TT7 |

### Biografia
La tomba TT216 appartiene a Neferhotep (II), figlio di Nebnefer e nipote di Neferhotep (I), entrambi a loro volta artigiani reali facenti capo alla vicina TT6. Iyemwaw, abbreviato in Iy fu la madre di Neferhotep (II), mentre Pached, Portatore di stendardo, Henutmehyt e Iyemwaw (stesso nome della madre) furono rispettivamente due fratelli e una sorella.
Nebnefer, padre, svolse il suo incarico di operaio dall'anno quinto all'anno trentesimo/quarantesimo di Ramses II, mentre erano Visir dell'Egitto Paser TT106 e, successivamente, Khay TT173. Il suo incarico venne poi assunto nell'anno quarantesimo di Ramses II dal figlio Neferhotep (II), che assunse anch'egli la carica di "Capo della squadra di tribordo" anche per i lavori delle tombe di Pached, Kaha e Ankherkhauy. Neferhotep è attestato, quale Capo squadra fino all'anno V del regno di Sethy II quando scompare dalla documentazione.
Webekht fu il nome della moglie di Neferhotep (II), forse figlia del "Capo della squadra di babordo" Baki; Hesysunebef fu forse suo figlio.

## Descrizione

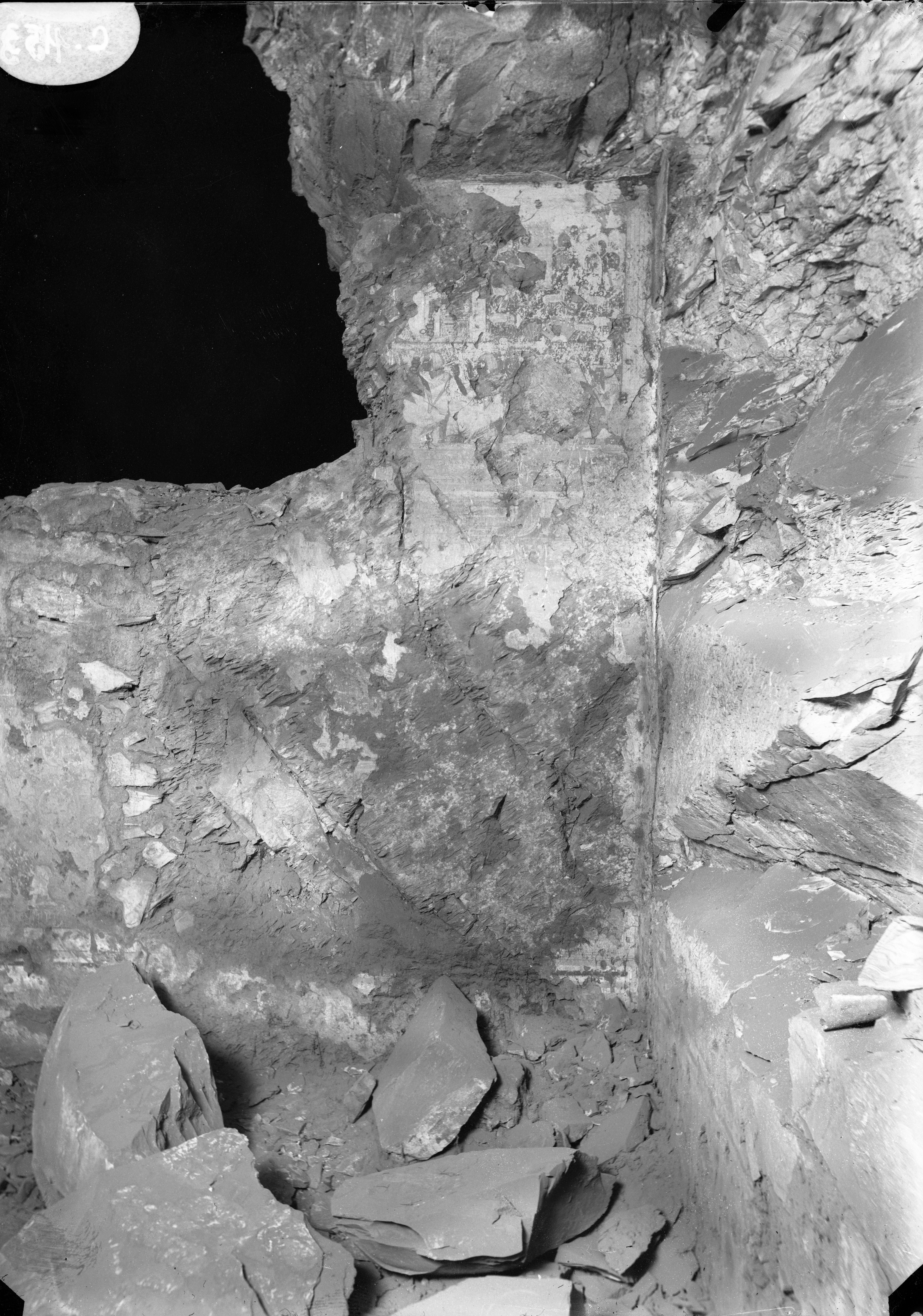
Una parete, molto rovinata, dalla TT 216, la tomba di Neferhotep II, all'epoca degli scavi della spedizione italiana, tra il 1905 e il 1914.

TT216 è annoverata tra le più grandi della necropoli di Deir el-Medina; questo, unito alla preminente posizione che sovrasta la valle, alla presenza di due cortili e di una lunga rampa di accesso, testimonia del potere del suo titolare.
Una lunga rampa di scale (lunga oltre 13 m, al cui centro si trova un piano inclinato per un più agevole trasporto del sarcofago) conduce ad un cortile trapezoidale in cui (1 in planimetria) una grande anfora, intestata a Thutmosi III venne riusata come contenitore per acqua. Dal cortile si accede attraverso un breve corridoio, in cui (2) frammenti di architrave, utilizzati come soglia, recano scene del dio falco dell'Occidente adorato da Iside, Nephtys e da alcuni babbuini, a una corte più esterna da cui, a sua volta, si accede ad una corte maggiore sul cui fondo si trova la facciata preceduta da due colonne. Ai lati dell'ingresso le basi di due statue (4-5) di Qeh (o Kaha), titolare della TT360; nel corridoio che dal cortile adduce a una sala con due pilastri (5), il defunto. Una sala rettangolare, con soffitto sorretto da due pilastri presenta: resti di scene parietali, su tre registri (6-7-8), del tempio di Anuqet, con gazzelle sull'isola di Elefantina, gigli di fiume e Ramses II con portatori di flabello e il defunto dinanzi alla barca di Amon-Ra. Personaggi inginocchiati dinanzi alla Triade Tebana e tre uomini dinanzi a Osiride e Hathor; la processione di Hathor con flabelliferi, il trasporto di statue reali con prigionieri rappresentati sulla base e il traino della barca di Hathor.
Su altre pareti, su tre registri (9), alcune fanciulle in offertorio al defunto e alla moglie durante un banchetto; su due registri (10) prosegue la scena di banchetto (9), due preti che recano la testa della dea Anuqet in presenza dei suoi fratelli, la dea Satet e il dio Khnum. Poco oltre (11), il defunto dinanzi a Ra-Horakhti e a una dea nonché (12) una donna inginocchiata e (13) un uomo (?) dinanzi a Ramses II seduto sotto un chiosco mentre il defunto e la moglie adorano Ra-Horakhti e una dea alata. Ai lati dell'ingresso verso una cappella ancora più interna, le statue (15-16) del fratello Peshedu.
Un breve corridoio, sulle cui pareti (16) sono riportati frammenti di testo e il defunto e la moglie seduti, nonché scene del pellegrinaggio ad Abido, dà accesso a una sala longitudinale sulle cui pareti (17) il defunto, seguito dal padre, dal nonno Kenhirkhopshef, Scriba reale nel Luogo della Verità, da un altro uomo che reca un modello di barca e da un altro ancora che reca uno stendardo, dinanzi a Osiride e Anubi; in altro registro, scene di offertorio (?) al defunto e alla moglie. Sulla parete opposta (18) il defunto e la moglie offrono libagioni, su un braciere, alla dea Hathor rappresentata come vacca che protegge Amenhotep I; Osiride, Hathor e Sokar sotto un padiglione con cinque dee e mazzi di fiori; in altri registri, scene del corteo funerario con liste di offerte e offertorio a Osiride con preti, prefiche, uomini e buoi che trainano il sarcofago e alcune statue del defunto e altri uomini che trasportano suppellettili funerarie. Ai lati della nicchia di fondo (19) il defunto seduto con un fanciullo di nome Hesysunebef (forse suo figlio identificato con l'epiteto: "il suo servo, nato nella sua casa") e la moglie in piedi; sui lati del sedile i due danno grappoli di uva a scimmie; sull'altro lato (20) doppia statua del defunto e della moglie.
Nella nicchia di fondo (21), nelle pareti dell'accesso, a sinistra Hathor e Harsiesi seduti, a destra Anubi e Hathor ugualmente seduti; sulla parete di fondo Iside e Nephtys. Sulle pareti della nicchia, a sinistra Osiride e a destra Min.
Nella sala longitudinale (all'altezza dei dipinti di cui al n.ro 17), si apre il pozzo che adduce all'appartamento funerario sotterraneo e alla camera funeraria (D in planimetria) in cui è rappresentata la dea Nephtys inginocchiata tra due Anubi/sciacallo; sul soffitto a volta le dee dell'ovest e dell'est accanto a un pilastro djed personificato con scarabeo e il sole dell'orizzonte; la dea Nut alata, rappresentata come albero, porge libagioni a due immagini del defunto..

### Annotazioni
1. ↑  La numerazione dei locali e delle pareti segue quella di Porter e Moss 1927, p. 308.
2. ↑  La prima numerazione delle tombe, dalla numero 1 alla 253, risale al 1913 con l'edizione del "Topographical Catalogue of the Private Tombs of Thebes" di Alan Gardiner e Arthur Weigall. Le tombe erano numerate in ordine di scoperta e non geografico; ugualmente in ordine cronologico di scoperta sono le tombe dalla 253 in poi.
3. ↑  I campi della Duat, ovvero l'aldilà egizio, si trovavano, secondo le credenze, proprio sulla riva occidentale del grande fiume.
4. ↑  Nella sua epoca di utilizzo, l'area era nota come "Quella di fronte al suo Signore" (con riferimento alla riva orientale, dove si trovavano le strutture dei Palazzi di residenza dei re e i templi dei principali dei) o, più semplicemente, "Occidente di Tebe".
5. ↑  le Tombe dei Nobili, benché raggruppate in un'unica area, sono di fatto distribuite su più necropoli distinte.
6. ↑  Le note, sovente di inquadramento topografico della tomba, sono tratte dal "Topographical Catalogue" di Gardiner e Weigall, ed. 1913 e fanno perciò riferimento alla situazione dell'epoca.
7. ↑  Set-Maat = "Luogo della Verità" era uno dei nomi con cui era noto il villaggio operaio di Deir el-Medina. Il villaggio era anche noto come Pa-demi, ovvero, semplicemente, "il villaggio".
8. ↑  L'indicazione "II" viene posta per differenziarlo da suo nonno, Neferhotep a sua volta e perciò indicato come "I", titolare della vicina TT6.
9. ↑  Iy era sorella della dama Isis, come risulta dalla tomba TT250 di Ramose, Scriba del luogo della Verità in cui le due sorelle sono rappresentate insieme. Nella TT10, inoltre, Nebnefer risulta essere presente al funerale di Kasa.
10. ↑  Le squadre che operavano per la realizzazione delle tombe reali della Valle dei Re erano usualmente due che si specializzavano per lavorare sul un lato della tomba; la terminologia faceva riferimento a termini navali come "babordo" e "tribordo" per indicare, rispettivamente, il lato sinistro e destro della tomba. Neferhotep (II), suo padre e suo nonno prima di lui, erano perciò responsabili dei lavori sul lato destro della tomba. Lo stesso incarico ebbero, inoltre, altri discendenti durante gran parte della XIX dinastia.
11. ↑  Si ipotizza, per la scomparsa repentina di Neferhotep (II), una causa non naturale e ciò anche in funzione di una citazione esistente nel papiro Salt 124 in cui si legge che "il nemico uccise Neferhotep". Questo nemico potrebbe essere identificabile in Paneb dalla sinistra reputazione, noto per aver tentato di assumere anche illegalmente l'incarico di Capo squadra, riportata ampiamente in letteratura.
12. ↑  Nessun nome viene indicato nella tomba come figlio; solo Hesysunebef viene identificato e riporta la dicitura "il suo servo, nato nella sua casa" e sembra godere di una particolare protezione professionale. Questi, infatti, occuperà la posizione di Vice Capo squadra fino ad un anno compreso tra l'anno XIV e XXIV di regno di Ramses III, quando riassumerà la qualifica di operaio.
13. ↑  La rampa venne utilizzata anche per le necessità delle vicine tombe TT8, dell'architetto Kha, TT6 del padre e del nonno di Neferhotep, e TT7 dello scriba Ramose.
14. ↑  8,50 m di larghezza x 5,25 di profondità x 3,20 di altezza.
15. ↑  Sorella di Satet (o Satis), protettrice delle acque del Nilo, il cui nome significa "eiaculazione" con riferimento alla masturbazione di Atum da cui in principio scaturirono i primi dei e che era annualmente indicata come la potenza fertilizzante della piena nilota, e di Khnum, vasaio divino, protettore delle sorgenti del Nilo e della potenza creatrice delle inondazioni, a Elefantina.
16. ↑  Amon, Mut e Khonsu.
17. ↑  2,30 m di larghezza x 8,70 di profondità x 3,05 di altezza.
18. ↑  Ai piedi del pozzo funerario vennero rinvenuti circa 50 frammenti facenti capo a tre gruppi statuari: una statua di Neferhotep in ginocchio con una stele di culto al sole; Neferhotep e la moglie, in piedi, affiancati; Neferhotep seduto su una sedia, con piedi in forma di zampe di leone, con la moglie in piedi alla sua destra. Sulla base della poltrona su cui è seduto, in bassorilievo, un fanciullo, nudo, indicato come Hesysunebef "suo servo, nato nella sua casa", che offre uva a una scimmia rappresentata delle stesse dimensioni.
19. ↑  1,70 m x 0,82 x 3,80 di profondità.

### Fonti
1. 1 2  Porter e Moss 1927,  p. 312.
2. ↑  Gardiner e Weigall 1913.
3. ↑  Donadoni 1999,  p. 115.
4. ↑  Gardiner e Weigall 1913, p. 36.
5. ↑  Gardiner e Weigall 1913, p. 34.
6. ↑  Gardiner e Weigall 1913, pp. 36-37.
7. ↑  Gardiner e Weigall 1913, p. 37.
8. ↑  Tosi 1997, p. 19 e sgg.
9. ↑  Porter e Moss 1927,  p. 14.
10. ↑  Wild 1979.
11. ↑  Porter e Moss 1927,  pp. 312-315.